# Kraskino
Kraskino (en russe : Краскино) est une commune urbaine du raïon de Khassan dans le kraï du Primorié, en Russie. Sa population s'élevait à 3 256 habitants en 2010.

## Géographie
Kraskino est située sur la rive de la baie de Possiet (mer du Japon), à 103 km au sud-ouest de Vladivostok, près de la frontière avec la Corée du Nord et avec la Chine. Il fait partie du raïon de Khassan. Elle est traversée par la route régionale 05A-214 qui relie Khassan au sud à la route fédérale A370 au nord au niveau de Razdolnoïe.

## Histoire
Le village fut créé en 1900 sous le nom de Novokievskoïe (Новоки́евское). En 1936, il reçut son nom actuel en hommage au lieutenant Mikhaïl Kraskine, tué au cours d'un incident de frontière. Le statut de commune urbaine lui fut accordé en 1940.
- Voir aussi : Le site archéologique de la grotte de Possiet